# Pygopteryx
Pygopteryx là một chi bướm đêm thuộc họ Noctuidae.

## Loài
- Pygopteryx suava Staudinger, 1887